# 묘가다니역
묘가다니역(일본어: 茗荷谷駅, みょうがだにえき)은 일본 도쿄도 분쿄구에 있는 철도역이다. 역 번호는 M 23이다.
역명은 묘가다니 정(茗荷谷町)에서 유래되었다.

## 역 구조
상대식 승강장 2면 2선의 지하역. 승강장은 지하철 터널의 출구에 인접하여 건설되었기 때문에 당역 일부 ~ 고라쿠엔 역간은 지상이 된다. 지하역이나, 승강장의 일부만 지상부에 있고 개찰구는 지상부에 위치하고 있다.

### 승강장
| 1 | ○ 마루노우치 선 | 긴자・신주쿠・오기쿠보・나카노후지미초 방면 |
| 2 | ○ 마루노우치 선 | 이케부쿠로 방면                             |

## 역 구내 안내 방송
2007년 2월에 스크린도어가 설치되었으며, 출발 신호음을 스크린도어의 선로쪽으로 옮겼기 때문에 2009년 2월부터 멜로디로 발차 신호음을 대신하고 있다.
이 역은 주거지역 부근에 위치하였기 때문에 오전 7시와 22시 사이에는 발차 신호음을 내는 것을 자제하였으며, 일인 승무가 실시된 이후에는 운행시간 전체로 확대되었다. 그 이유로 열차가 출발을 할 경우 기관사가 차내 안내방송으로 안내를 하고 있다.

## 역세권 정보
- 도쿄 지하철 고이시카와 차량 기지
- 오차노미즈 여자 대학
- 다쿠쇼쿠 대학
- 쓰쿠바 대학 도쿄 캠퍼스(도쿄 교육 대학 적지)
- 도요 대학 하쿠산 제2 캠퍼스
- 방송대학학원 도쿄 분쿄 학습 센터
- 고이시카와 식물원
- 주오 대학 묘가다니 캠퍼스

## 역사
- 1954년 1월 20일: 영업 개시.
- 2004년 4월 1일: 도영 지하철 민영화로 인해 당역은 도쿄 메트로에 계승됨.

## 사진

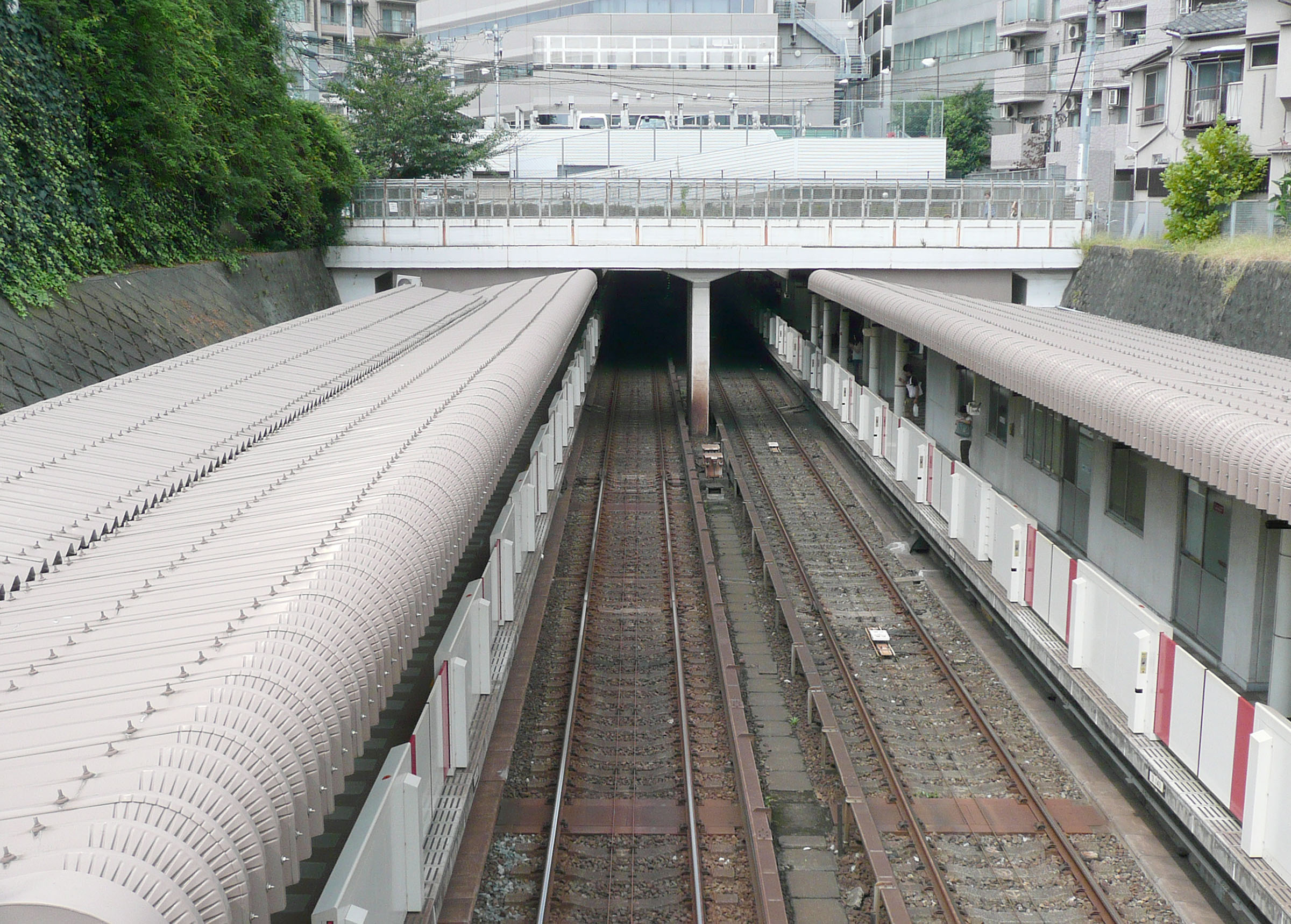
다리 밑으로 승강장의 일부가 지하로 들어간다.

## 인접역
| 도쿄 메트로 마루노우치 선  | 도쿄 메트로 마루노우치 선 | 도쿄 메트로 마루노우치 선    |
| -------------------------- | ------------------------- | ---------------------------- |
| M22 고라쿠엔 오기쿠보 방면 | 마루노우치 선             | M24 신오쓰카 이케부쿠로 방면 |